# Lüschgrat
Lüschgrat är en bergstopp i Schweiz.   Den ligger i regionen Viamala och kantonen Graubünden, i den östra delen av landet, 150 km öster om huvudstaden Bern. Toppen på Lüschgrat är 2 179 meter över havet, eller 334 meter över den omgivande terrängen. Bredden vid basen är 7,9 km.
Terrängen runt Lüschgrat är mycket bergig. Närmaste större samhälle är Domat, 16,8 km nordost om Lüschgrat. 
Trakten runt Lüschgrat består i huvudsak av gräsmarker. Runt Lüschgrat är det mycket glesbefolkat, med 4 invånare per kvadratkilometer.